# Wahid Samadzai

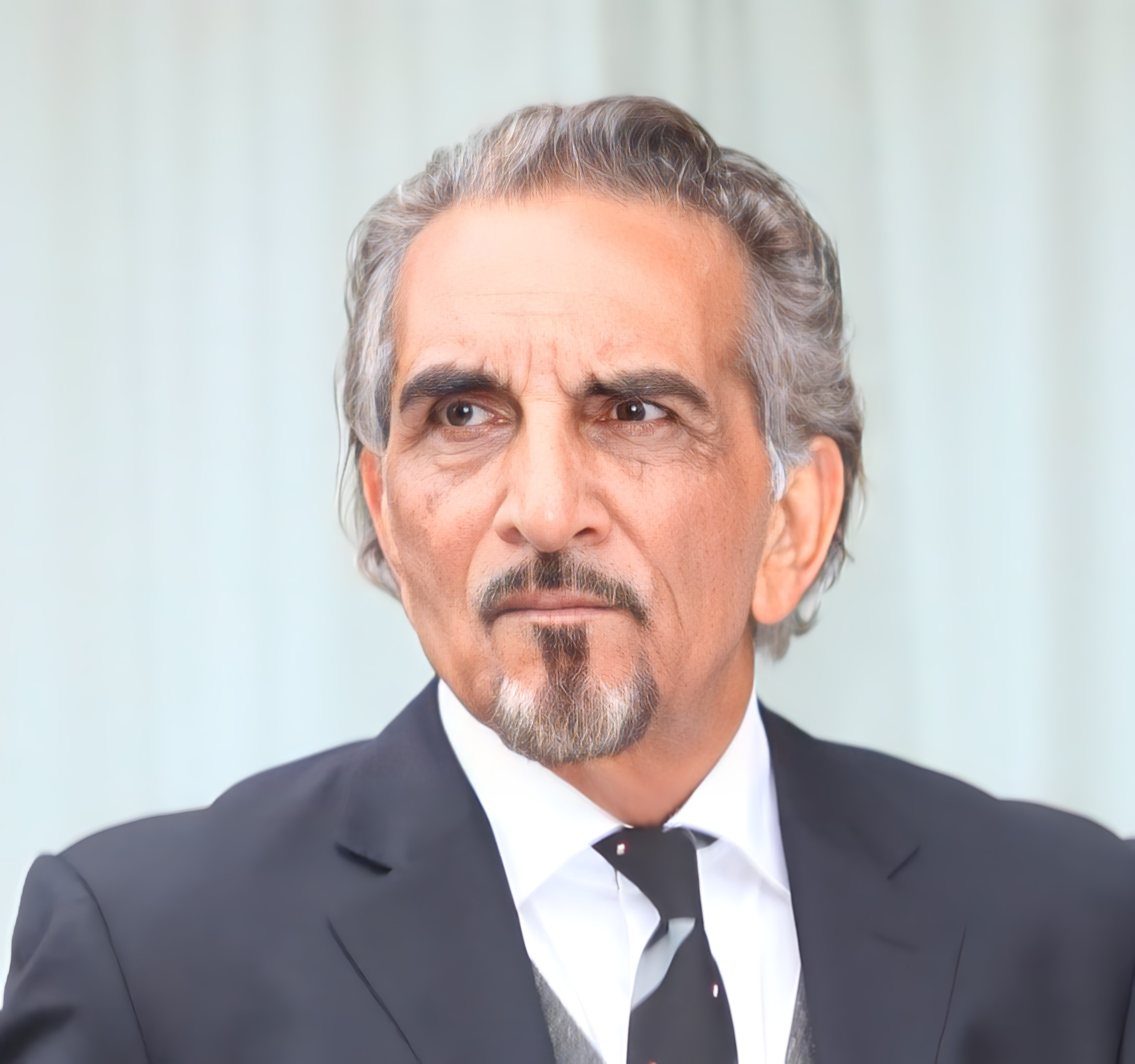
Wahid Samadzai (Porträt, 2022)

Abdul Wahid Samadzai (* 7. November 1954 in Kabul, Afghanistan; † 27. Mai 2025 in Hamburg, Deutschland) war ein afghanischer Journalist, Drehbuchautor, Medienkritiker und Medienmanager. Bekannt wurde er vor allem durch seine langjährige Tätigkeit bei der staatlichen Rundfunkanstalt Radio Television Afghanistan (RTA), wo er in führenden Funktionen das Hörfunk- und Fernsehprogramm mitgestaltete.

## Leben und Karriere
Über Samadzais frühe Biografie und Ausbildung liegen bislang keine verlässlichen publizierten Angaben vor. Seine journalistische Laufbahn begann nach Angaben afghanischer Medien in den 1980er-Jahren bei Radio Afghanistan. Später wechselte er zum neu organisierten Staatsrundfunk RTA, wo er zur leitenden Figur der Kultur‐ und Dramaredaktion aufstieg.
- Samadzai leitete zunächst bei RTA (Kabul) die Abteilung Hörspiel- und Fernseh-Dramatik und avancierte schließlich zum Generaldirektor der Dramenabteilung. In dieser Funktion beaufsichtigte er Eigenproduktionen, Drehbuchentwicklung und Literatur-Magazine.[3][4]

- Bekannte Formate: Samadzai war der Drehbuchautor und Regisseur der bekannten[5] Comedy-Dramaserie Shirin Gol & Sher Agha.

- Print- und Lehrtätigkeit: Außerhalb des Rundfunks war Samadzai Chefredakteur der Kulturzeitschrift Hunar („Kunst“) und stellvertretender Chefredakteur der staatlichen Tageszeitung Anis[6].
- Samadzai lehrte er an der Fakultät für Geisteswissenschaften der Universität Kabul und betreute Nachwuchsjournalisten.[6][7]

In den letzten Jahren vor seinem Tod arbeitete er als Berater für den privaten afghanischen Sender TV One sowie erneut für RTA. Er arbeitete zudem als stellvertretender Vorsitzender und Sprecher der kulturell-sozialen Organisation Afghan House e.V.

## Tod
Samadzai starb am 27. Mai 2025 in Hamburg. Über die Todesursache liegen keine öffentlichen Angaben vor.

## Rezeption
Afghanische Kultur- und Medienverbände würdigten ihn als „multimedialen Pionier“ und „Mentor einer ganzen Journalistengeneration“. Die Nachrichtenagentur Shafaqna schrieb, dass „der Verlust einer solchen Persönlichkeit einen herben Rückschlag für die intellektuelle und organisatorische Kapazität im Bereich Kunst und Medien dar[stellt]“.